# St. Peter und Paul (Bellenberg)

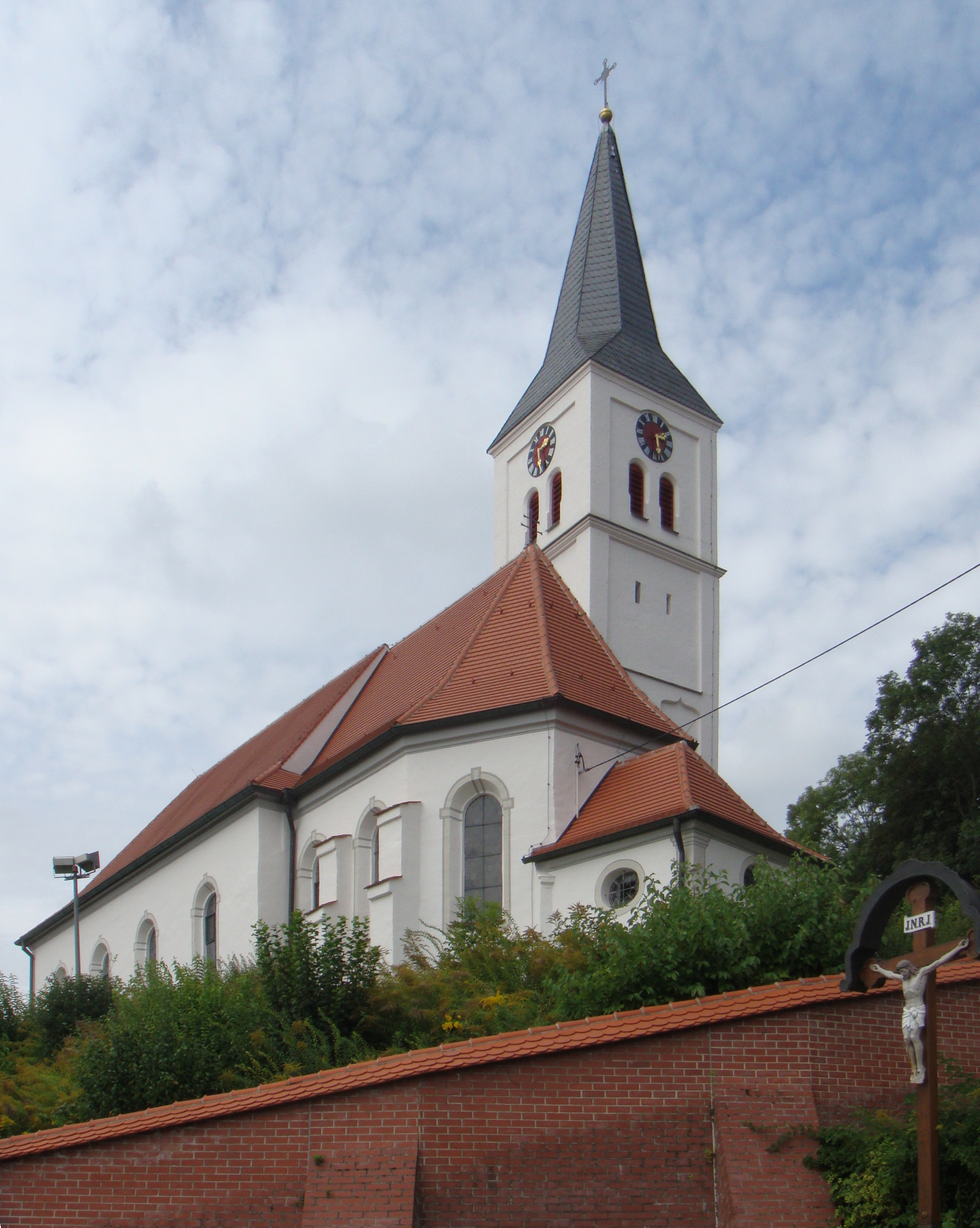
St. Peter und Paul in Bellenberg

St. Peter und Paul ist eine römisch-katholische Kirche im oberschwäbischen Bellenberg im Landkreis Neu-Ulm in Bayern.

## Lage
Die geostete Kirche steht im nördlichen Drittel des Ortes am Ostrand auf einem Vorsprung des östlichen Illertalhanges.

## Geschichte

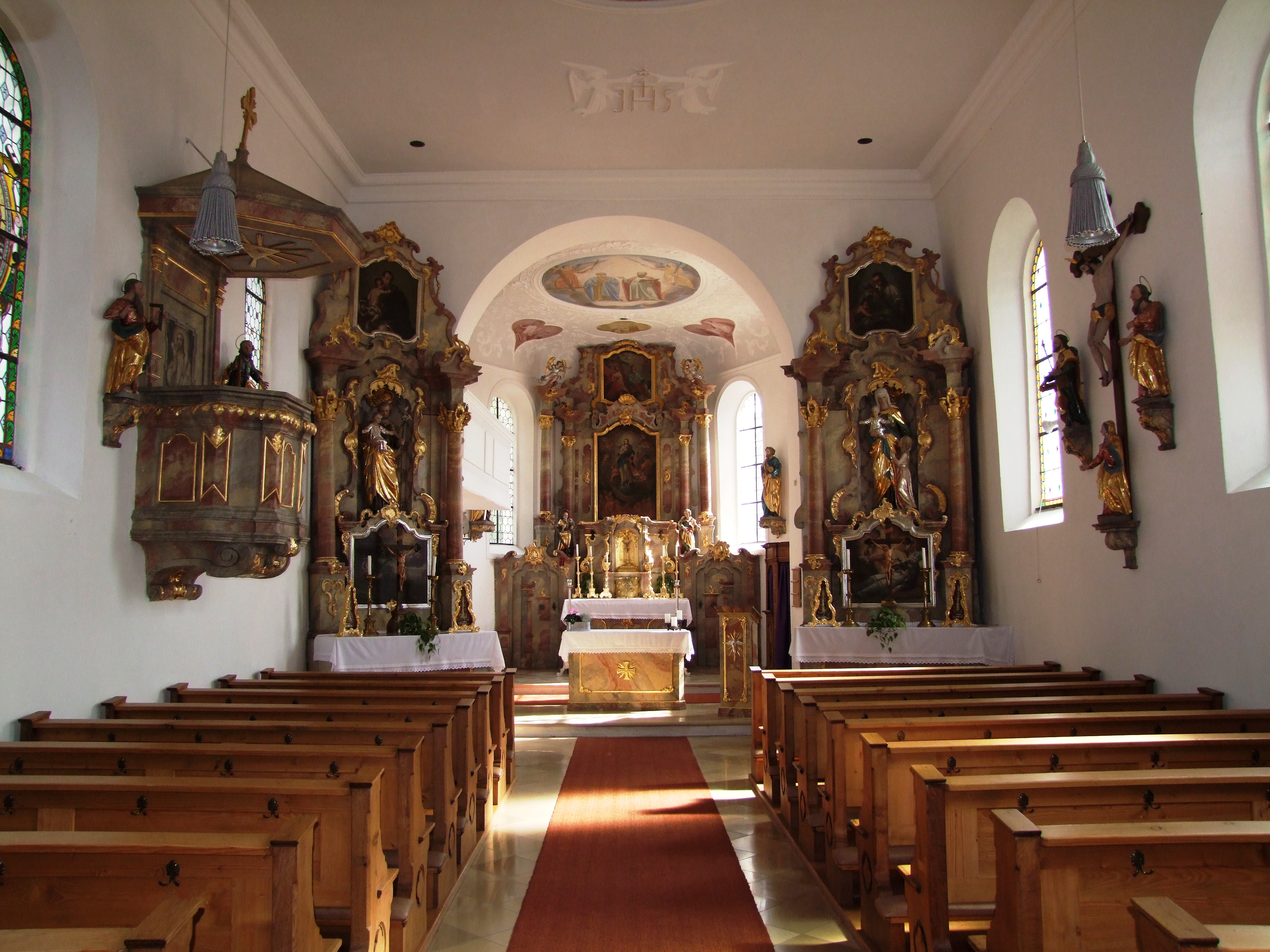
Kirchenschiff und Chorraum

Die in der zweiten Hälfte des 15. Jahrhunderts erbaute spätgotische Kirche erlitt im Dreißigjährigen Krieg vermutlich massive Schäden. Sie wurde unter Pfarrer Johann Baptist Pfister von 1710 bis 1719 umgebaut. In dieser Zeit wurde auch das gotische Chorgewölbe durch eine barocke Stuckdecke ersetzt. Unter der Regie von Pfarrer Franz Xaver Agricola schaffte man 1760 bis 1770 drei neue Altäre an. In den Jahren 1786 und 1787 wurde die Kirche von  Maurermeister Johannes Kerner, Zimmermeister Matheis Mayer, Schreiner Xaver Korn und Schlosser Anton Schertzinger, alle aus Bellenberg, instand gesetzt. Eine neue Orgel aus dem Orgelbauunternehmen des Friedrich Schmahl in Ulm wurde 1829 eingebaut. Maurermeister Burkart und Zimmermeister Eichner von Illertissen verlängerten 1854 das Langhaus um eine Achse nach Westen. Das Innere der Kirche wurde 1876 renoviert. Die dabei verwendete Farbe soll das Innere sehr entstellt haben. Im Jahre 1878 wurde der Turm erhöht und mit einem Spitzhelm versehen. Das Langhaus erhielt 1897 Deckengemälde von Norbert Simon, die bei der großen Renovierung von 1950 durch neue ersetzt wurden. Eine größere Sanierung fand 1979 statt. Die letzte Außen- und Innenrenovierung wurde im Mai 2009 abgeschlossen.

## Baubeschreibung
Die Kirche ist ein flachgedeckter Saalbau mit eingezogenem, dreiseitig eingeschlossenem Chorbau mit zwei Achsen im Osten. Der Turm mit quadratischem Grundriss, Bogenfries und Kielbogenblenden steht auf der nördlichen Seite.

## Ausstattung

### Fresken
Sämtliche Fresken der Kirche wurden 1950 von Karl Manninger gemalt. An der Chordecke sieht man in der Mitte ein Deckenfresko mit den Kirchenpatronen St. Petrus und Paulus. Zwei Engel halten ihre Attribute. In den Zwickeln sind die vier Evangelisten in herzförmigen Kartuschen abgebildet. In den Seitenmitten befinden sich weitere Fresken. Auf der Ostseite ist die Schlüsselübergabe an Petrus und auf der Nordseite  Der Engel erscheint Petrus im Gefängnis dargestellt.  Das südliche Fresko zeigt die Bekehrung Pauli, das westliche eine Predigt Pauli. Das große Deckenfresko im Langhaus ist Maria als Rosenkranzkönigin gewidmet.

### Stuck
Die reichhaltige Stuckierung im Chorraum wurde um 1710 bis 1719 angebracht.

### Altäre
Die Altäre mit ihren Gemälden wurden 1760 bis 1770 geschaffen. Der Hochaltar, der die gesamte Ostseite des Chores ausfüllt, besitzt einen blockförmigen Stipes. Das breite Drehtabernakel befindet sich auf einem hohen Sockel. Die Mittelachse, in deren Nische ein kleines Kruzifix steht, wird von schräggestellten Volutenvorlagen flankiert. Außen begrenzen sie konkave, zurückfliehende Seitenachsen. Auf dem geschwungenen Gebälk befindet sich links und rechts je ein Engel.
An den Wänden des Chorraums sind zwei weitere Figuren angebracht, nördlich davon befindet sich der Beichtstuhl.
Den Chorbogen flankieren zwei im Aufbau identische Seitenaltäre mit je einer Statue und einem Bild darüber und darunter.

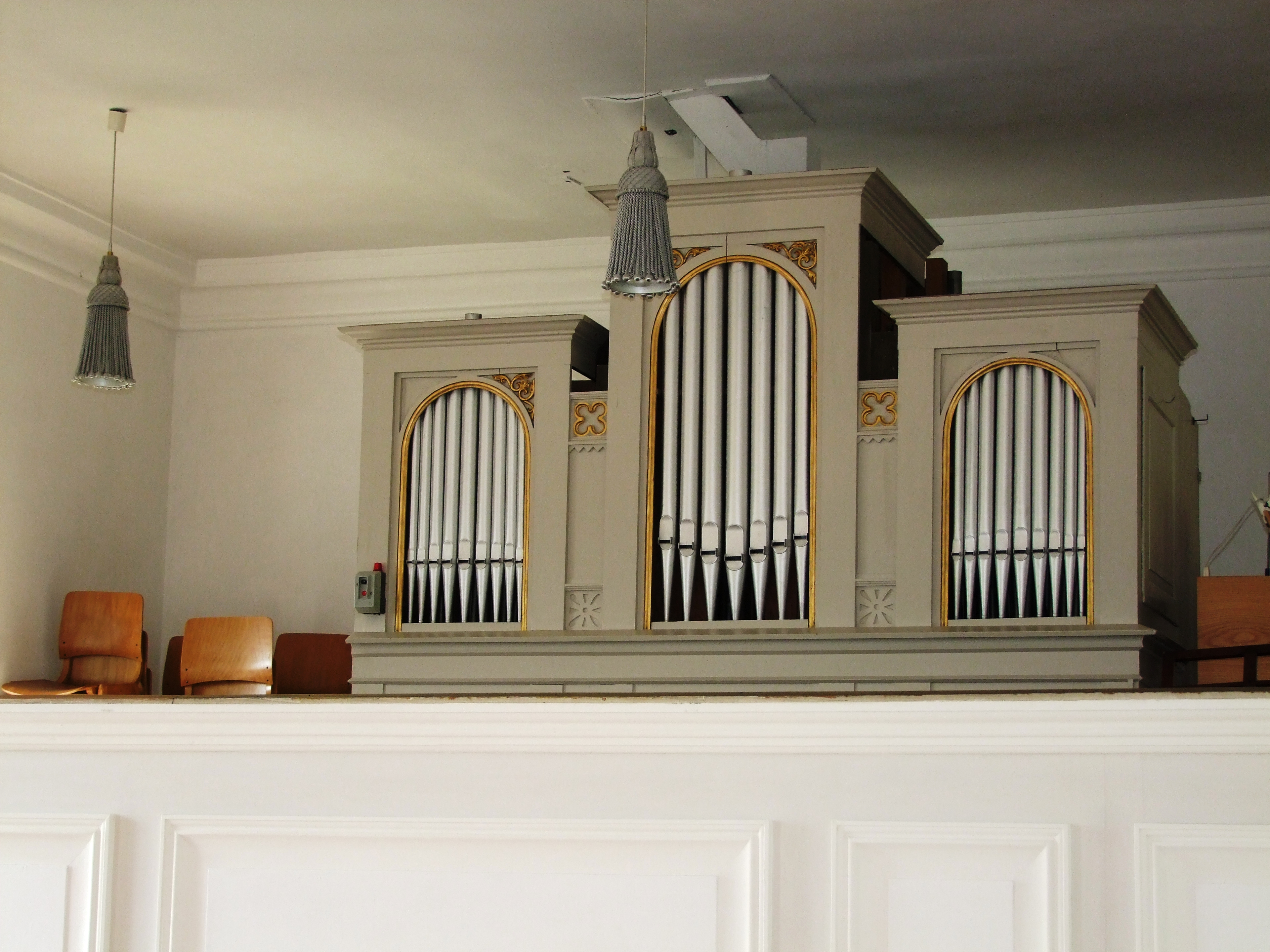
Die Orgel

## Orgel
Die Orgel befindet sich auf der Empore im Westen der Kirche. Das Instrument stammt vermutlich aus der Ulmer Orgelbauwerkstatt von Christoph Friedrich Schmahl (1787–1839), einem Enkel von Georg Friedrich Schmahl, der in Ulm die Werkstatt seines Onkels Johann Matthäus Schmahl weiterführte.

## Heutige Nutzung
Wegen der immer größer werdenden Gemeinde wurde 1959 eine neue Pfarrkirche notwendig. Am 8. September 1963 wurde dieses modern gebaute Gotteshaus mit dem Patronat „Unsere liebe Frau vom Rosenkranz“ vom Augsburger Weihbischof Josef Zimmermann geweiht; St. Peter und Paul verlor seine Funktion als Pfarrkirche, dient aber weiterhin als Hochzeitskirche. Gegenwärtig (2018) wird von Mai bis Oktober freitags ein Gottesdienst gefeiert.